# Sztuka krytyczna

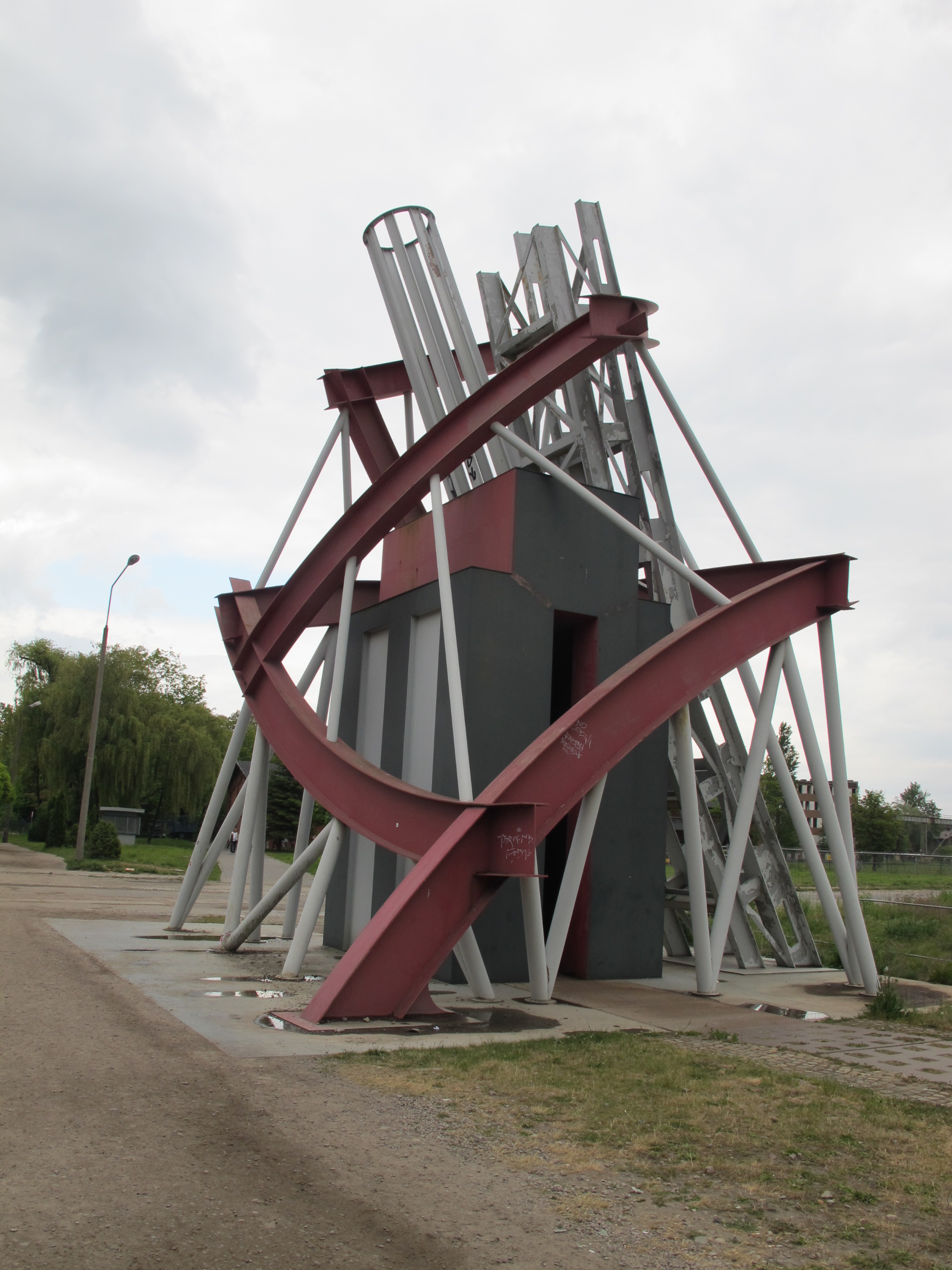
Instalacja Bramy Grzegorza Klamana

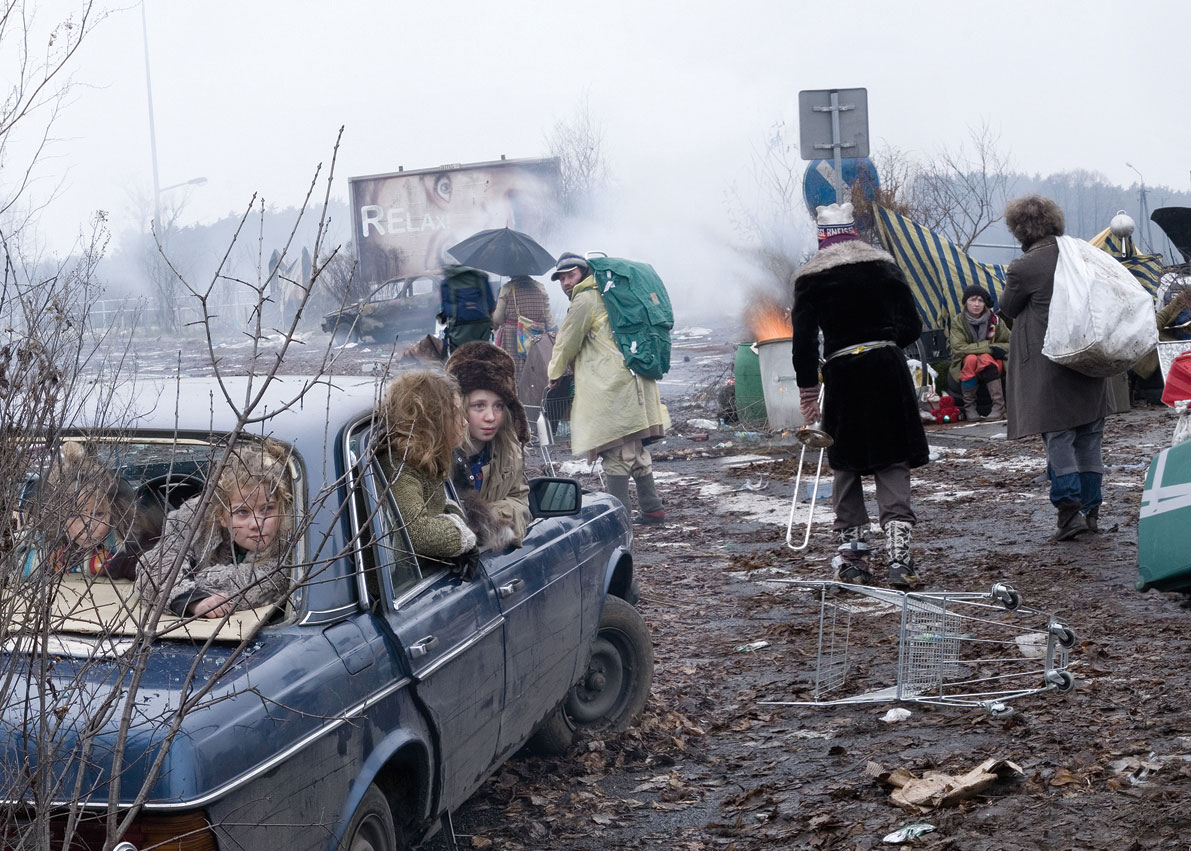
Praca Zbigniewa Libery

Sztuka krytyczna – nurt w polskiej sztuce lat 90., w którego poczet zalicza się umownie zjawiska artystyczne w sposób krytyczny komentujące sytuacje społeczne, polityczne, ekonomiczne, itp., zaistniałe po transformacji ustrojowej 1989 roku. Termin w takim rozumieniu wprowadził Ryszard W. Kluszczyński.
Termin bywa wiązany także z absolwentami z początku lat 90. tzw. „Kowalni” – pracowni rzeźby prof. Grzegorza Kowalskiego na warszawskiej ASP (choć w poczet przedstawicieli sztuki krytycznej zalicza się też gdańskich artystów: Dorotę Nieznalską i Grzegorza Klamana).
W historii nurt ten jest wiązany ze sztuką zachodnią lat 70. W Polsce mianem sztuki krytycznej określa się czasem działania artystów aktywnych politycznie oraz tworzących tzw. sztukę ciała w latach 70. i 80., m.in. KwieKulik, Jerzy Truszkowski, Anastazy Wiśniewski, Leszek Przyjemski, Grzegorz Kowalski.

## Lata 90.
Cezurę roku 1989 przyjęto symbolicznie, pierwsze wystawy reprezentujące nurt krytyczny w Polsce miały miejsce w 1993 (Idee poza ideologią) i w 1995 (Antyciała) w CSW Zamek Ujazdowski. Postawy krytyczne w sztuce wywodzą się z twórczości takich artystów, jak Joseph Beuys, akcjoniści wiedeńscy, czy przedstawiciele Kolektywu Sztuki Socjologicznej (Collectif d’Art Sociologique). Inspiracją dla artystów były też m.in. teorie Michela Foucaulta, Jacques’a Lacana, oraz ruchu kobiecego. Pod dużym wpływem Foucaulta powstawały prace Zofii Kulik i Grzegorza Klamana. Główne strategie artystyczne nurtu krytycznego to zawłaszczanie języka rozmaitych dyskursów (np. marketingowego, i tych pod które się on podszywa) i cytowanie ich w zmienionym kontekście (subwersja), co ma na celu ujawnienie opresyjności danej sfery (np. rola kobiety w kulturze popularnej), a także eksplorowanie różnych przypadków społecznego marginalizowania, wykluczania, oraz tropienie nieciągłości, paradoksów czy niekonsekwencji tkwiących w potocznej świadomości. Sztuka krytyczna bywała celowo skandalizująca, chodziło bowiem o sprowokowanie  publicznej dyskusji na „zadany” temat. Z tego też powodu bywa często oskarżana o nadmierną medialność mającą służyć autopromocji artysty. Zarzuty wysuwane z takich pozycji pomijają jednak istotny w tym kontekście ironiczny cudzysłów, jaki dzieła krytyczne mają zawierać w stosunku do rzeczywistości, ową zmianę kontekstu, a pewien poziom medialności jest w oczywisty sposób niezbędny dla wywołania dyskusji.
Główni przedstawiciele polskiej sztuki krytycznej lat 90. to m.in.: Paweł Althamer, Anna Baumgart, Marta Deskur, Katarzyna Górna, Grzegorz Klaman, Katarzyna Kozyra, Konrad Kuzyszyn, Zbigniew Libera, Dorota Nieznalska, Joanna Rajkowska, Robert Rumas, Jerzy Truszkowski, Alicja Żebrowska, Artur Żmijewski. Chociaż zestaw nazwisk wymienianych pod hasłem sztuki krytycznej jest dość ściśle określony, to artyści ci nigdy ze sobą ściśle nie współpracowali, nie mieli też raczej świadomości tworzenia wspólnej formacji.
Główni krytycy i historycy sztuki, kuratorzy związani z tym nurtem to m.in.: Bożena Czubak, Ryszard W. Kluszczyński, Izabela Kowalczyk, Piotr Piotrowski, Aneta Szyłak, Jerzy Truszkowski, Ryszard Ziarkiewicz („Magazyn Sztuki”).